# Sentiero Roberto Cavallero
Il sentiero Roberto Cavallero è un sentiero escursionistico ad anello che si sviluppa in alta Valle Maira, in comune di Acceglio. È dedicato a Roberto Cavallero, alpinista morto nel 1991 in un incidente presso il colle della Forcellina, sul tracciato del sentiero medesimo.

## Storia
A seguito della morte di Roberto Cavallero, fu indetta una sottoscrizione per la famiglia, la quale decise di destinare i fondi ad un'iniziativa legata alla montagna. Il Gruppo Alpinistico Benese del C.A.I. di Fossano si occupò della realizzazione del tracciato, basato su un'idea di Nino Perino. Durante l'inverno 1991-1992 si provvide all'organizzazione logistica (integrazione dei fondi, ricerca dei materiali, eccetera). Nel 1992 si provvide a completare la tracciatura e la segnalazione del percorso, che fu inaugurato il 27 settembre 1992.

## Caratteristiche
Il percorso si sviluppa su 5 tappe, quasi interamente in comune di Acceglio; ogni tappa ha termine in corrispondenza di una struttura atta alla sosta, rifugio, bivacco o posto tappa GTA.
Il percorso è indicato con segnavia di vernice rossi e blu e con la sigla SRC, a volte accompagnata da una freccia; nei tratti in pietraia senza sentiero si trovano ometti di pietre e paline in legno. Alcuni tratti sono in comune ad altri sentieri già tracciati (ad esempio il sentiero Dino Icardi o i sentieri della rete sentieristica della provincia di Cuneo); in questi casi, non sono state aggiunte ulteriori segnalazioni.
Per la prima tappa viene consigliato di munirsi di imbragatura, cordino e moschettoni per assicurarsi su un tratto di sentiero attrezzato; per il resto, è sufficiente la normale attrezzatura da escursionismo. La quarta tappa passa per un tratto in una galleria artificiale, per cui è opportuno avere con sé una lampada frontale o una torcia elettrica. Si tratta comunque di un itinerario non banale, che può presentare tratti particolarmente impegnativi con la nebbia o con la roccia bagnata per la pioggia; per questo, l'itinerario è indicato per escursionisti esperti.

## Itinerario
L'itinerario si sviluppa su 5 tappe, con partenza e arrivo al Rifugio Campo Base in frazione Chiappera di Acceglio. Le tappe sono le seguenti:
| Tappa | da                            | a                             | quota partenza, m | quota massima, m | quota arrivo, m |
| ----- | ----------------------------- | ----------------------------- | ----------------- | ---------------- | --------------- |
| 1     | Rifugio Campo Base            | Bivacco Barenghi              | 1640              | 3035             | 2815            |
| 2     | Bivacco Barenghi              | Bivacco Bonelli               | 2815              | 2838             | 2323            |
| 3     | Bivacco Bonelli               | Bivacco Enrico e Mario        | 2323              | 3100             | 2650            |
| 4     | Bivacco Enrico e Mario        | Posto tappa GTA di Chialvetta | 2650              | 2840             | 1494            |
| 5     | Posto tappa GTA di Chialvetta | Rifugio Campo Base            | 1494              | 2680             | 1640            |

### Dettaglio delle tappe

#### Prima tappa
Partendo dal Rifugio Campo Base (1640 m), si risale il Vallone del Maurin seguendo la vecchia strada militare fino alle Grange Collet; qui si piega a sinistra e si risale il vallone fino al Colle Maurin (2637 m). Si piega a sinistra, e si risale in cresta verso ovest arrivando al colle Marinet (2785 m), per poi, volgendo verso sud, portarsi al colle Ciaslaras (2973 m), da dove si può raggiungere con breve deviazione la Cima Ciaslaras (3005 m). Dal colle Ciaslaras ci si abbassa nel vallone dell'Infernetto, da dove ci si porta ai piedi del canalone che conduce, con un tratto attrezzato in cima, al passo di Terre Nere (3035 m), tra la Tête de l'Homme (3202 m) e la Tête de la Frema (3143 m). Tagliando a mezza costa, si scende al col Gippiera (2948 m), e da qui al Bivacco Barenghi (2815 m).

#### Seconda tappa
Dal Bivacco Barenghi (2815) si scende fino quota 2600 circa, dove si piega a destra seguendo il sentiero che porta al col de Nubiera. Ai piedi del monte Baueria si volge a sinistra, percorrendo un pianoro che porta alla Forcellina (2800 m circa), tra il monte Sautron e la Rocca Bianca. Si scende nel vallone del Sautron per poi risalire al Passetto (2681 m); da qui, si discende in una conca, e si risale ancora fino al colle Sautron (2719 m), da dove si raggiunge la vetta del monte Viraysse (2838 m). Si segue la cresta, per poi discendere sul lato della Valle Maira, verso la conca del lago Reculaye (2503 m). Si risale al colle Aguya (2561 m), e da qui al colle delle Munie (2531 m). Da qui si segue il sentiero S13 fino al lago Apzoi, nelle cui vicinanze sorge il Bivacco Bonelli (2323 m). Nei pressi del bivacco sorgono i resti del centro 8 del caposaldo delle Munie del Vallo Alpino; il centro, demolito dopo la seconda guerra mondiale, è oggi inagibile.

#### Terza tappa
Dal Bivacco Bonelli (2323 m) si risale sul sentiero S13 fino al lago delle Marie (2398 m), dove si abbandona il sentiero per risalire direttamente il pendio che porta al colle Villadel (2627 m). Da qui si può effettuare una variante, e raggiungere la Punta Villadel (2810 m). Da qui si traversa sul versante francese su pietraia, raggiungendo le pendici del monte Oronaye. Volendo, è possibile deviare e raggiungere la vetta (3100 m). Si prosegue con il traverso portandosi alla fine della cresta rocciosa, al colle Feuillas (2749 m), da dove si scende al vicino Bivacco Enrico e Mario (2650 m).

#### Quarta tappa

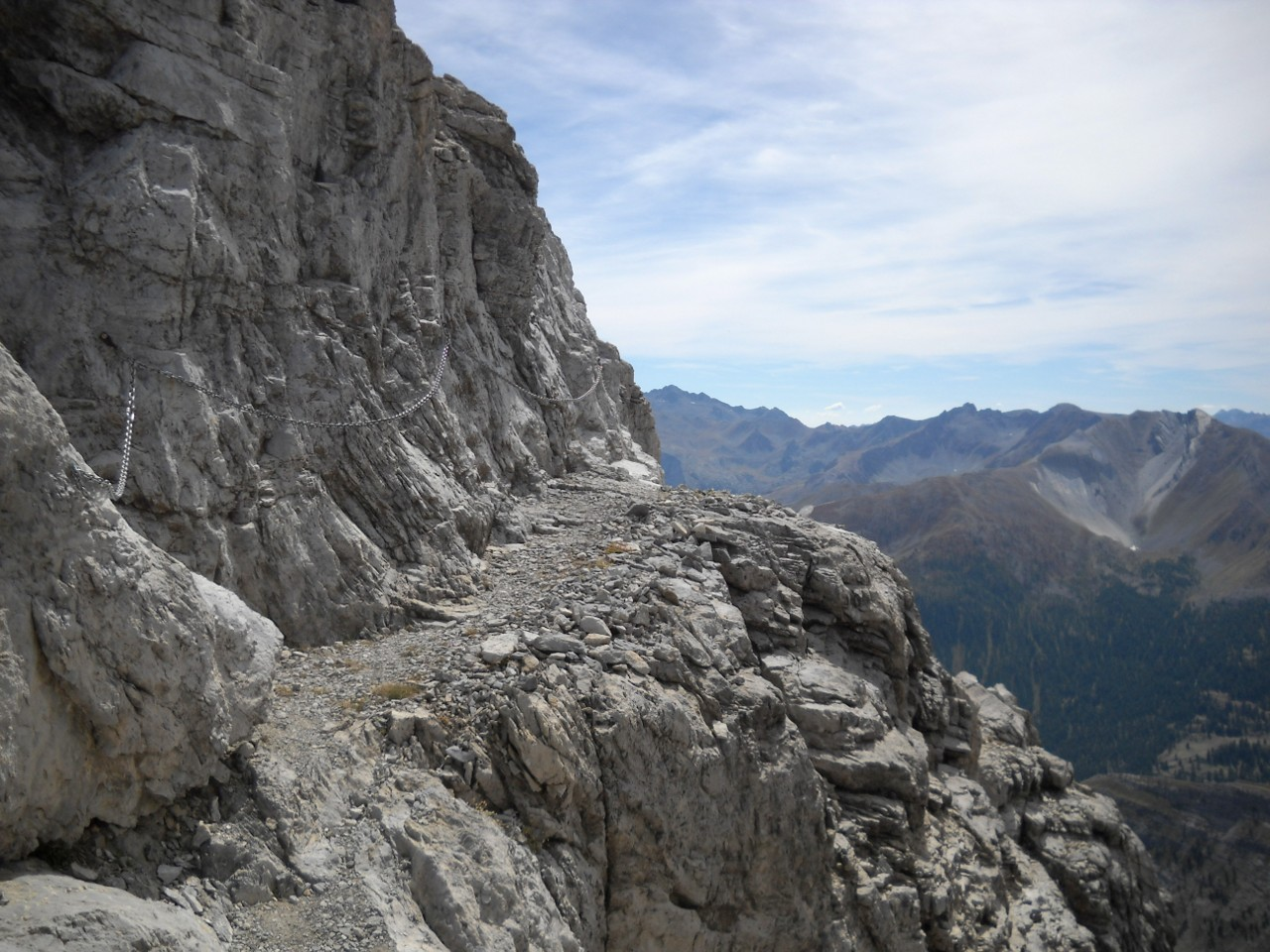
Tratto attrezzato della quarta tappa

Dal Bivacco Enrico e Mario (2650 m) si scende per qualche decina di metri, poi si prende una traccia di sentiero che si diparte verso sud. Seguendola, si arriva ad un'insellatura tra il monte Vanclava e la cresta spartiacque sommitale, in prossimità di una caserma; si scende il pendio, e si va ad incontrare il sentiero S10, seguendo il quale si arriva al passo della Scaletta (2614 m). Dal passo si risale in cresta, attraversando un tratto in galleria artificiale che attraversa un'opera diroccata del Vallo Alpino, e si giunge al monte Scaletta (2840 m), sulla cui vetta si notano i resti del caposaldo Scaletta del Vallo Alpino, nonché i resti della teleferica che veniva utilizzata per portare i materiali da costruzione al caposaldo. Da qui il sentiero prosegue verso sud su un'aerea cresta che richiede una certa attenzione; si scende poi girando intorno alla Punta Peroni, per poi risalire al passo Peroni (2578 m), da cui si prosegue fino al passo la Croce (2650 m), nei cui pressi sorge il bivacco Le due Valli. Si scende per la strada militare fino al primo tornante, poi si volge a sinistra (nord) e si risale in cresta, da dove si procede per il col Vittorio (2525 m). Da qui si scende al ricovero dell'Escalon (2270 m), ex caserma della Guardia alla Frontiera, da cui ci si porta sul sentiero S10 verso Prato Ciorliero. Da qui si può raggiungere Chialvetta seguendo la carrozzabile, oppure il sentiero che passa per le borgate Viviere e Pratorotondo, fino al posto tappa GTA di Chialvetta (1494 m).

#### Quinta tappa
Da Chialvetta (1494 m) si risale l'ultima parte del percorso del giorno precedente, fino al punto dove dalla carrozzabile si diparte il sentiero per le borgate Viviere e Pratorotondo. Qui si piega a destra (nord-ovest) seguendo il sentiero GTA verso il colle di Enchiausa. A quota 2120 m si abbandona il sentiero principale per prendere una diramazione sulla destra, che porta al Colletto (2680 m); da qui si scende per un ripido pendio, e si percorre tutto il vallone, trascurando i sentieri che si attraversano, fino a reincontrare il sentiero GTA abbandonato prima. Seguendo questo sentiero si sale al colletto sopra il lago Visaisa, quindi si scende alle sorgenti del Maira, e si raggiunge infine la strada carrozzabile. La si segue verso monte per circa 1 km, poi si scende a destra su una ripida pietraia, ad incontrare i tornanti di una vecchia strada militare. Dal secondo tornante parte un sentiero (con ancora vecchi segnavia GTA) che, con una lunga diagonale, scende a Chiappera, dove incontra il sentiero dell'attuale GTA, che si segue fino alla strada asfaltata, che si incontra all'ultimo tornante sotto Chiappera. Da qui, si segue la strada asfaltata fino al Rifugio Campo Base.

## Punti d'interesse
Il sentiero passa in prossimità di molte vette dell'alta Valle Maira, che si possono raggiungere con brevi deviazioni, o che si raggiungono proprio seguendo il sentiero; tra di esse ricordiamo:
- Cima Ciaslaras (3005 m)
- Tête de l'Homme (3202 m)
- Tête de la Frema (3143 m)
- monte Baueria (2960 m)
- monte Sautron (3166 m)
- monte Viraysse (2838 m)
- monte Soubeyran (2701 m)
- Punta Villadel (2810 m)
- monte Oronaye (3100 m)
- monte Feuillas (2865 m)
- monte Vanclava (2874 m)
- monte Scaletta (2840 m)

Gli appassionati di storia troveranno particolare interesse nei due capisaldi del Vallo Alpino toccati o attraversati dal sentiero: il caposaldo delle Munie nella seconda tappa, e il caposaldo Scaletta nella quarta tappa.